# Cabo Juby (territorio del protectorado español de Marruecos)
Cabo Juby, conocido también como zona sur del protectorado español de Marruecos, fue un territorio español de ultramar desde 1912 a 1958, con capital en la ciudad homónima de Cabo Juby (hoy Tarfaya) y situado en la costa atlántica de África, frente a las islas Canarias. El protectorado español de Marruecos se dividía en dos partes: el sur era Cabo Juby y el norte era el Rif.

## Geografía
Estaba situado entre el paralelo 27°40′ y el río Dra. Al norte limitaba de 1912-1956 con el protectorado francés de Marruecos, y de 1956 a 1958 con Marruecos. Al oeste con el océano atlántico, al sur con el Sahara español y al este con la Argelia francesa.

## Historia

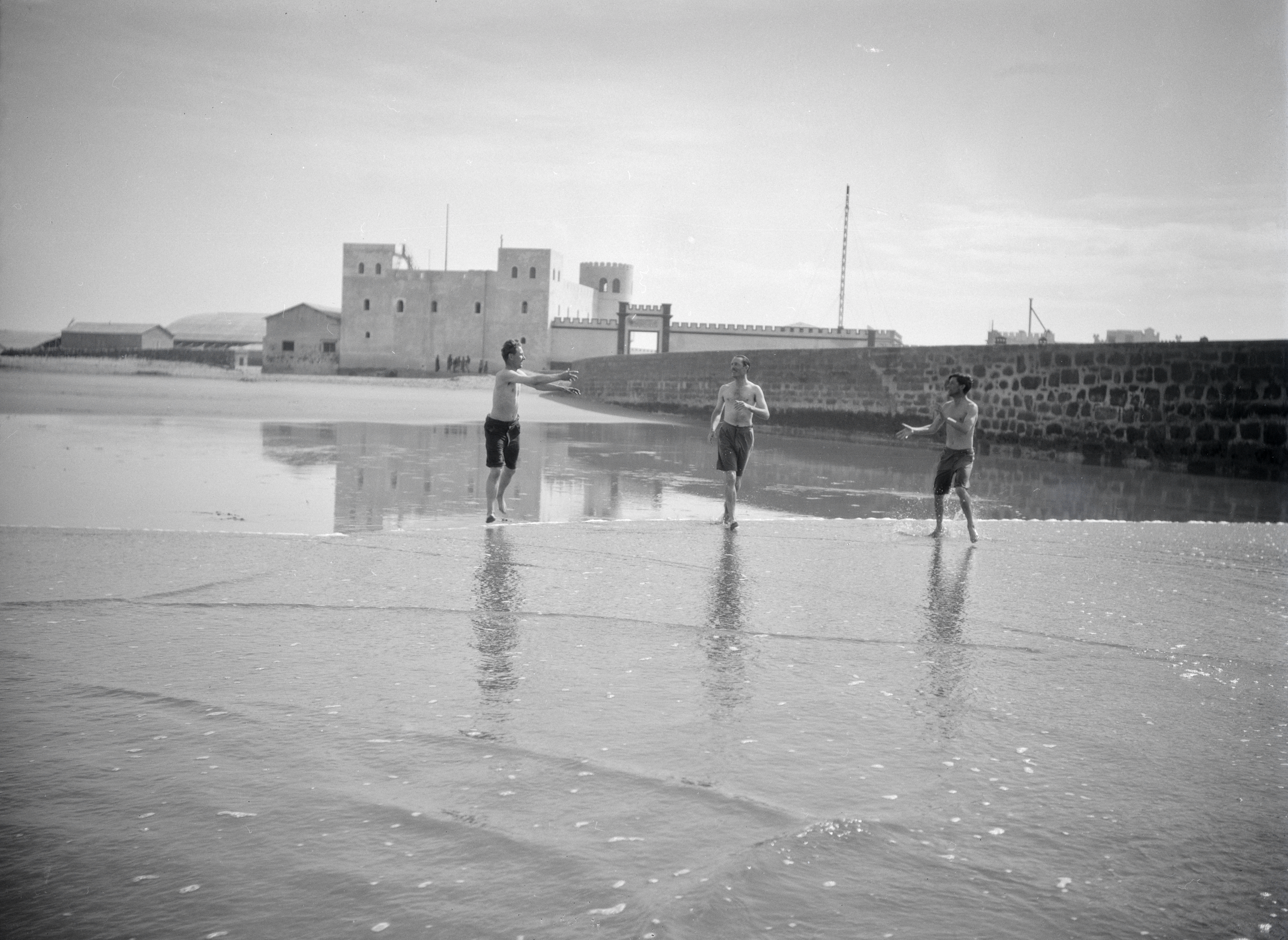
Compañeros de viaje de Walter Mittelholzer jugando a la pelota en la playa de Cabo Juby, imagen entre 1930 y 1931.

En el tratado de paz firmado el 28 de mayo de 1767, Mohámmed ben Abdelah, sultán de Marruecos, no garantizaba al rey Carlos III la seguridad de los pescadores españoles en las costas al sur de Agadir o del río Nun, al reconocer que no tenía la soberanía sobre las tribus Tekna de esas tierras (art. 18 del tratado).
El 1 de marzo de 1799 Sulaymán de Marruecos firmó un acuerdo con Carlos IV en el que reconocía que las regiones de Saguia el Hamra y Cabo Juby no formaban parte de sus dominios (art. 22).
En 1879, la británica Compañía del África Noroccidental estableció aquí un puesto al que bautizaron como Port Victoria. El 26 de marzo de 1888, soldados marroquíes atacaron el puesto, matando al director de la fábrica y dejando dos heridos de gravedad. En 1895 la empresa fue vendida al sultán de Marruecos.

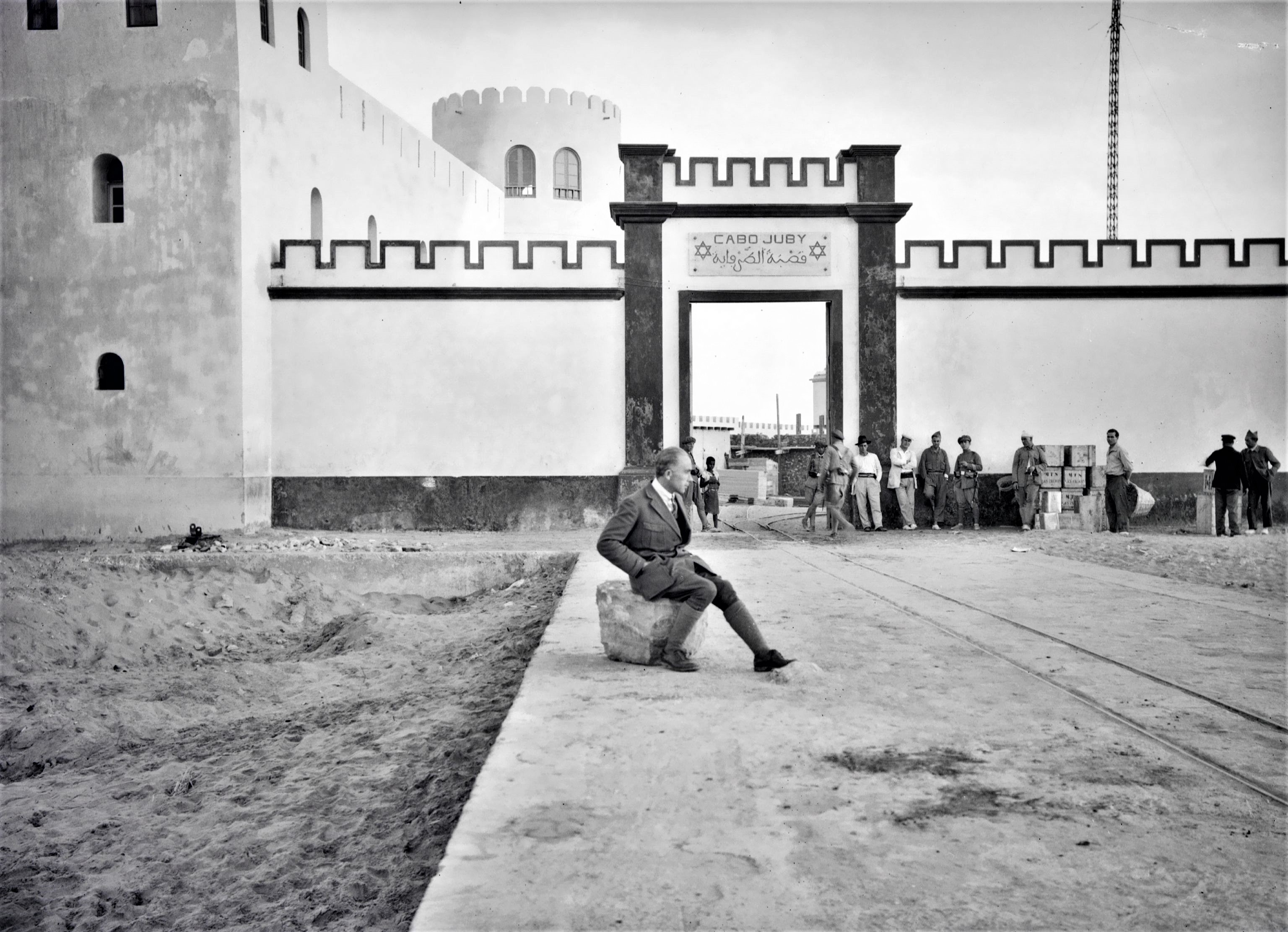
Walter Mittelholzer en Cabo Juby, Marruecos. Imagen sacada el 1 de enero de 1930.

España y Francia firmaron el reparto de sus posesiones en Sahara y África ecuatorial con el tratado de París de 1900. En 1912, España negoció con Francia (que controlaba efectivamente los asuntos relacionados con Marruecos en esa época) para conseguir concesiones en la zona sur de Marruecos a fin de añadirlas a los dominios del Sáhara español. Según este tratado, la zona situada al sur del río Draa pasaba a ser un protectorado de España denominado protectorado español de Marruecos de forma que, aunque este territorio no estaba bajo el control directo del sultán de Marruecos, se cedería a Marruecos una vez que finalizase el protectorado. Desde el punto de vista de la historia del Sahara occidental, acogiendo a Cabo Juby bajo el protectorado, Marruecos se hizo con un territorio que no había estado previamente bajo su control. Esta circunstancia fue denunciada por los pioneros del nacionalismo saharaui como Mohamed Basiri.
El 29 de julio de 1916 el gobernador de Río de Oro, el capitán Francisco Bens, ocupó oficialmente el Cabo Juby. El emplazamiento fue usado fundamentalmente como escala de vuelos dedicados al correo aéreo.

Publicado en: Mittelholzer, W.: Chadseeflug, 1932, Fig. 135, leyenda: Estado de ánimo vespertino en Cabo Juby, imagen realizada el 15 de enero de 1931.

El territorio del Cabo Juby, oficialmente llamado Protectorado Sur de Marruecos, a, tenía una superficie de unos 32 875 km², y una población de unos diez mil habitantes, fundamentalmente bereberes. La localidad principal era Villa Bens, conocida actualmente como Tarfaya.
Desde 1946, el Cabo Juby perteneció al África Occidental Española. Cuando Marruecos accedió a la independencia, en 1956, reclamó la retrocesión del Cabo Juby, sujeto legalmente al tratado de 1912 entre España y Francia por el que se establecieron los protectorados español y francés sobre Marruecos. De acuerdo con el censo de 1950, la población de las principales poblaciones era de 5.878 habitantes, repartidos entre Cabo Juby y Tan Tan.

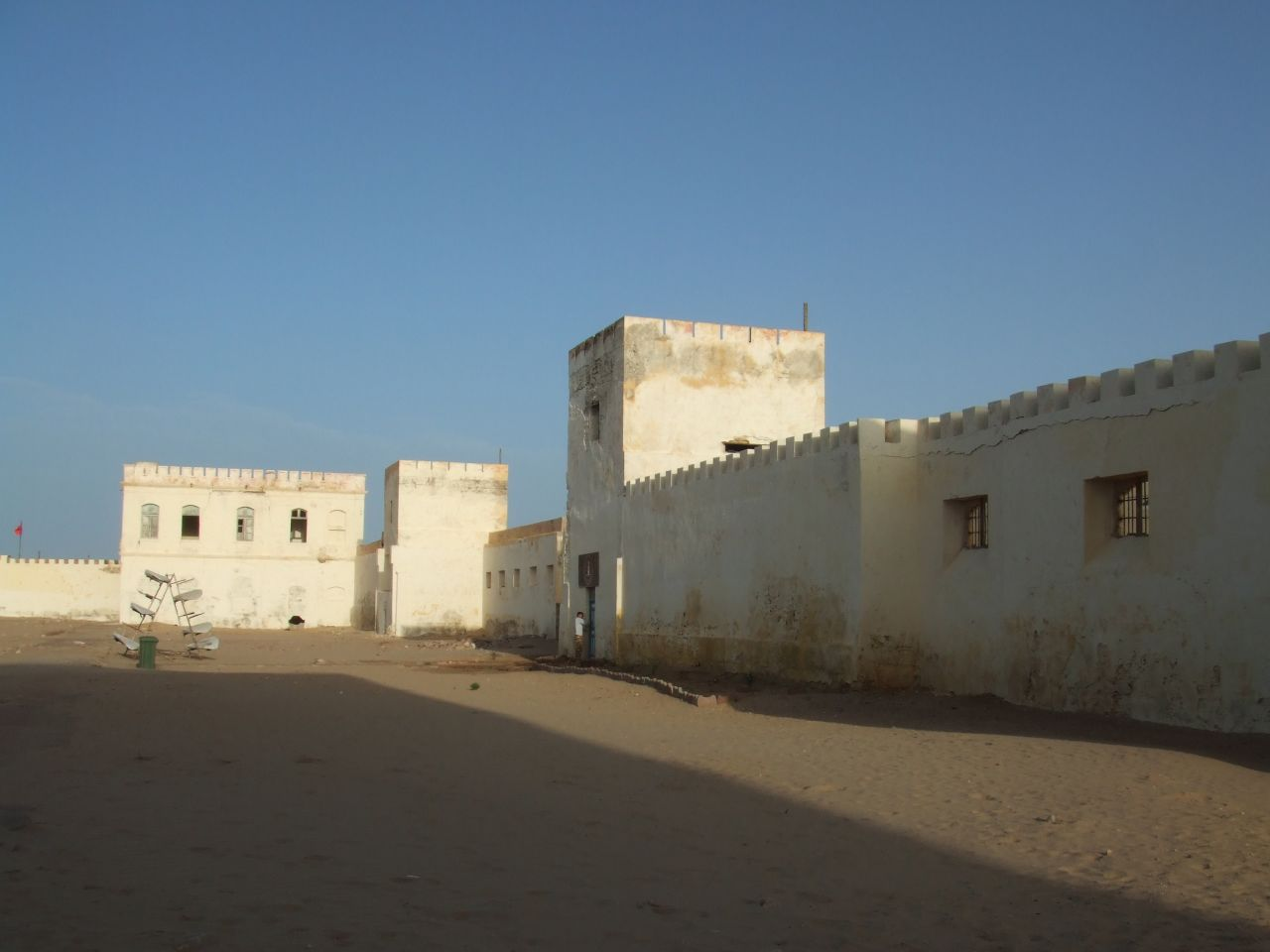
Fuerte de Tierra, principal estructura de la época española demolida en su práctica totalidad en 1990.

En agosto de 1956 el general Gómez de Zamalloa ordenó el repliegue de las unidades de la Policía Nómada a Villa Bens y se ordenó la evacuación de la población civil de Tan Tan. Algunas de las fuerzas destacadas en Villa Bens fueron enviadas a El Aaiún, y a ésta fueron desplazadas dos compañías, una del Regimiento Canarias 50 y otra del Tenerife 49, además de otros efectivos. La escalada de la tensión derivó en el abandono de Tan Tan en diciembre de 1956, a excepción de un reducido contingente de policía de unos diez hombres, para dar la sensación de seguir controlando el territorio ante el Ejército de Liberación Marroquí. 
Durante la guerra de Sáhara-Ifni se desplazó a Cabo Juby, además, la II Bandera de la Legión desde el norte del Protectorado, efectivos del III Tabor de Tiradores de Ifni. A principios de diciembre de 1957 los aviones españoles fueron atacados con fuego antiaéreo de 20 mm, lo que hizo reconsiderar a España la capacidad armamentística con la que contaba su enemigo. Junto a Francia, cuyos efectivos partieron desde el África Occidental Francesa, se emprendió el 10 de febrero de 1958 la operación Teide-Écouvillon. Desde Cabo Juby rumbo al Sáhara avanzaron un buen número de efectivos llegados a Villa Bens para ese propósito del Regimiento Guadalajara número 20 y del Regimiento San Fernando número 11. Dentro de esta operación la aviación bombardeó intensamente Tan Tan, y ésta supuso la victoria franco-española en el norte del Sáhara español ante el Ejército de Liberación.
El acuerdo de Cintra de 2 de abril de 1958 puso fin a los enfrentamientos entre España y Francia y tropas irregulares marroquíes. En virtud de este acuerdo se cedió oficialmente el Cabo Juby a Marruecos. La región también es conocida como la Franja de Tarfaya.
Actualmente, el territorio del Cabo Juby se encuentra repartido entre las regiones marroquíes de El Aaiún-Saguía el-Hamra y Guelmim-Ued Nun (las cuales incluyen también porciones del Sáhara Occidental, anexionado unilateralmente por Marruecos).

## Principales poblaciones
- Cabo Juby
- Tan-Tan